# Plzeň (region)
Plzeň region (tjekkisk: Plzeňský kraj) er en administrativ region i Tjekkiet, beliggende i den vestlige del af Bøhmen. Regionen har navn efter byen Plzeň (Tysk: Pilsen) der også er den største by med omkring 162.000 indbyggere, og som er administrationscenter for regionen. Regionen har 7 distrikter med i alt 501 kommuner.

## Distrikter
| Statistiske oplysninger 31. december 2007 | Statistiske oplysninger 31. december 2007 | Statistiske oplysninger 31. december 2007 | Statistiske oplysninger 31. december 2007 | Statistiske oplysninger 31. december 2007 |
| ----------------------------------------- | ----------------------------------------- | ----------------------------------------- | ----------------------------------------- | ----------------------------------------- |
|                                           |                                           |                                           |                                           |                                           |
| Distrikter                                | Areal/km²                                 | Indbyggere                                | Gennemsnitsalder                          | Kommuner                                  |
| Domažlice                                 | 1.140                                     | 59.731                                    | 38,7                                      | 85                                        |
| Klatovy                                   | 1.939                                     | 88.345                                    | 40,8                                      | 94                                        |
| (Pilsen-bydistrikt                        | 261                                       | 180.799                                   | 41,9                                      | 15                                        |
| Plzeň-jih (Pilsen-s)                      | 990                                       | 59.651                                    | 40,7                                      | 90                                        |
| Plzeň-sever (Pilsen-nord)                 | 1.286                                     | 73.061                                    | 39,8                                      | 98                                        |
| Rokycany                                  | 575                                       | 46.762                                    | 41,2                                      | 68                                        |
| Tachov                                    | 1.379                                     | 52.725                                    | 38,6                                      | 51                                        |

Andel af Bruttonationalproduktet (2001): 5,2 %,
Arbejdsløshed (31. december 2005): 6,45 %

## Største byer
| By          | Indbyggere (31. december 2005) |
| ----------- | ------------------------------ |
| Plzeň       | 162.759                        |
| Klatovy     | 22.898                         |
| Rokycany    | 13.743                         |
| Tachov      | 12.528                         |
| Sušice      | 11.520                         |
| Domažlice   | 10.808                         |
| Stříbro     | 7.615                          |
| Nýřany      | 6.885                          |
| Přeštice    | 6.475                          |
| Dobřany     | 5.868                          |
| Horažďovice | 5.704                          |
| Planá       | 5.459                          |
| Kdyně       | 5.131                          |
| Nýrsko      | 5.074                          |

- Wikimedia Commons har flere filer relateret til Plzeň (region)

49°42′N 13°12′Ø / 49.7°N 13.2°Ø